# Leo Bautista
Henry Leonardo "Leo" Bautista Blanco(Caracas, 28 de agosto de 1983) es un futbolista venezolano. Juega de defensa central y lateral izquierdo, su actual equipo es la Universidad Central de Venezuela Fútbol Club de la Segunda División de Venezuela.

## Trayectoria
Formado futbolísticamente en el Santo Tomás de Villanueva escuela formadora de jugadores como Alan Liebeskind, Phillipe Esteves, Danny Alves, Nicolás Ladislao Fedor Flores más conocido como Miku y en la escuela de fútbol Hermandad Gallega de Caracas. Perteneció a las filas del extinto Deportivo Italchacao de 2004 a 2006 y Estrella Roja FC en 2007, período donde destacó como capitán de la oncena cívico-militar. De Estrella Roja FC fue traspasado al Caracas FC jugando Copa Libertadores en 2009 y 2010.
En cuanto a las pasantías de Bautista al pasar las fronteras venezolanas, en 2008 el zaguero estuvo a prueba con el KV Kortrijk de Bélgica. Más adelante, en 2009, Los Ángeles Galaxy y las Chivas USA fueron las plantillas de la Major League Soccer donde Henry tuvo la oportunidad de probar suerte durante algunos meses.
Con el Caracas FC ha logrado dos títulos y un subcampeonato, además, un título de la Copa Venezuela 2009.
Apertura 2011, ficha por el Real Esppor Club y donde tuvo oportunidad de volver a estar bajo el mando del profesor,
Noel Sanvicente (chita). En el año 2012 entró al Atlético Venezuela, al año siguiente pasó al Deportivo Petare donde fue capitán y disputó 30 partidos. Ahora pasó nuevamente a un equipo capitalino, tal como el UCV FC de la Segunda División de Venezuela.
Actualmente "juega" en el Lavapies C.F. de la comunidad de Madrid 

## Clubes
| Club               | País      | Año         |
| ------------------ | --------- | ----------- |
| Deportivo Italia   | Venezuela | 2005 - 2006 |
| Estrella Roja FC   | Venezuela | 2007        |
| Caracas FC         | Venezuela | 2007 - 2011 |
| Real Esppor Club   | Venezuela | 2011 - 2012 |
| Atlético Venezuela | Venezuela | 2012 - 2013 |
| Deportivo Petare   | Venezuela | 2014 - 2015 |
| UCV FC             | Venezuela | 2015 - 2018 |
| Lavapies C.F.      | España    | 2019 -      |

- Datos: Q5973013